# The Devil Knows My Name
The Devil Knows My Name es el tercer álbum de estudio de John 5.

## Artistas invitados
Varios artistas como Joe Satriani, Eric Johnson, Jim Root (Slipknot, Stone Sour), Tommy Clufetos (exmiembro de Alice Cooper, Rob Zombie), Piggy D. (Rob Zombie), y Matt Bissonette (David Lee Roth) aparecieron como invitados en el disco. Zakk Wylde (Black Label Society, Ozzy Osbourne) informó su aparición en el álbum, pero fue cancelado debido a problemas de programación.

## Lista de canciones
| N.º | Título                                               | Duración |  |
| 1.  | «First Victim»                                       | 1:04     |  |
| 2.  | «The Werewolf of Westeria» (Featuring Joe Satriani)  | 8:39     |  |
| 3.  | «27 Needles»                                         | 6:55     |  |
| 4.  | «Bella Kiss»                                         | 1:30     |  |
| 5.  | «Black Widow of La Porte» (Featuring James Root)     | 7:25     |  |
| 6.  | «Welcome to the Jungle» (Guns N' Roses cover)        | 4:28     |  |
| 7.  | «Harold Rollings Hymn»                               | 0:53     |  |
| 8.  | «Dead Art in Plainfield»                             | 8:01     |  |
| 9.  | «Young Thing» (Chet Atkins cover)                    | 3:04     |  |
| 10. | «The Washing Away of Wrong» (Featuring Eric Johnson) | 8:43     |  |
| 11. | «July 31st (The Last Stand)»                         | 4:10     |  |

## Trivia
- "The Werewolf of Westeria" era el apodo usado por el asesino serial Albert Fish.
- "Black Widow of La Porte" es una referencia a la asesina serial Belle Gunness.
- "Harold Rollings Hymn" es una versión editada de una canción de Danny Rollings, un asesino en serie condenado, canto antes de ser ejecutado.
- "Dead Art in Plainfield" hace referencia al asesino en serie Ed Gein, quien trabajó en el área de Plainfield, Wisconsin.
- "July 31st (The Last Stand)" es una referencia a la última víctima de David Berkowitz, quien fue asesinado el 31 de julio. En esta fecha es también el cumpleaños de John 5.

## En los videojuegos
La canción Black Widow Of La Porte aparece en el videojuego Guitar Hero: Warriors of Rock es una de las canciones más difíciles del juego.

## Personal
- John 5 - guitarras, bajo, producción, banjo
- Piggy D. - bajo, diseño gráfico, fotografía
- Matt Bissonette - bajo
- Sid Riggs - batería, producción, ingeniería, mezcla, programación
- Tommy Clufetos - batería
- Undercurrent Studios - Mastering
- Gabrielle Geiselman - fotografía
- VQPR/Nancy Sayle - marketing

- Datos: Q2296672